# Donau

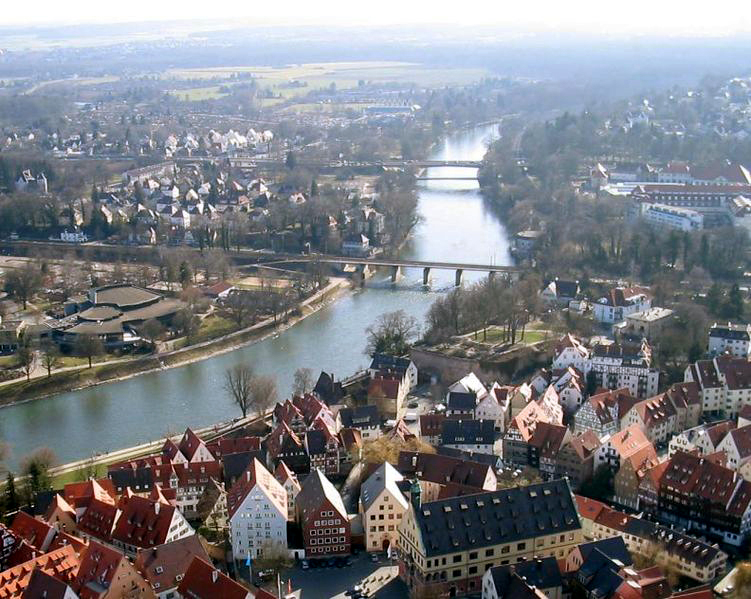
Vy över Ulm, uppifrån tornet i Ulmer Münster.

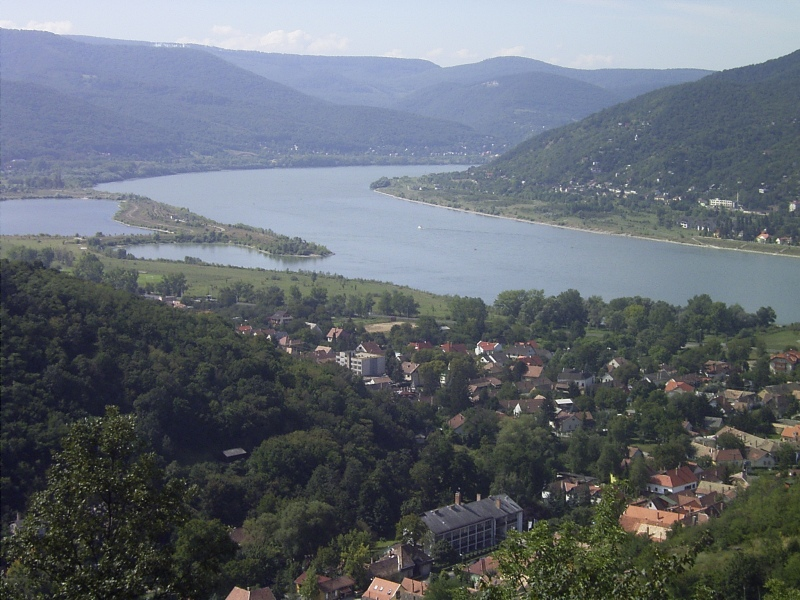
Vy över där Donau svänger vid Visegrád, ett populärt turistmål.

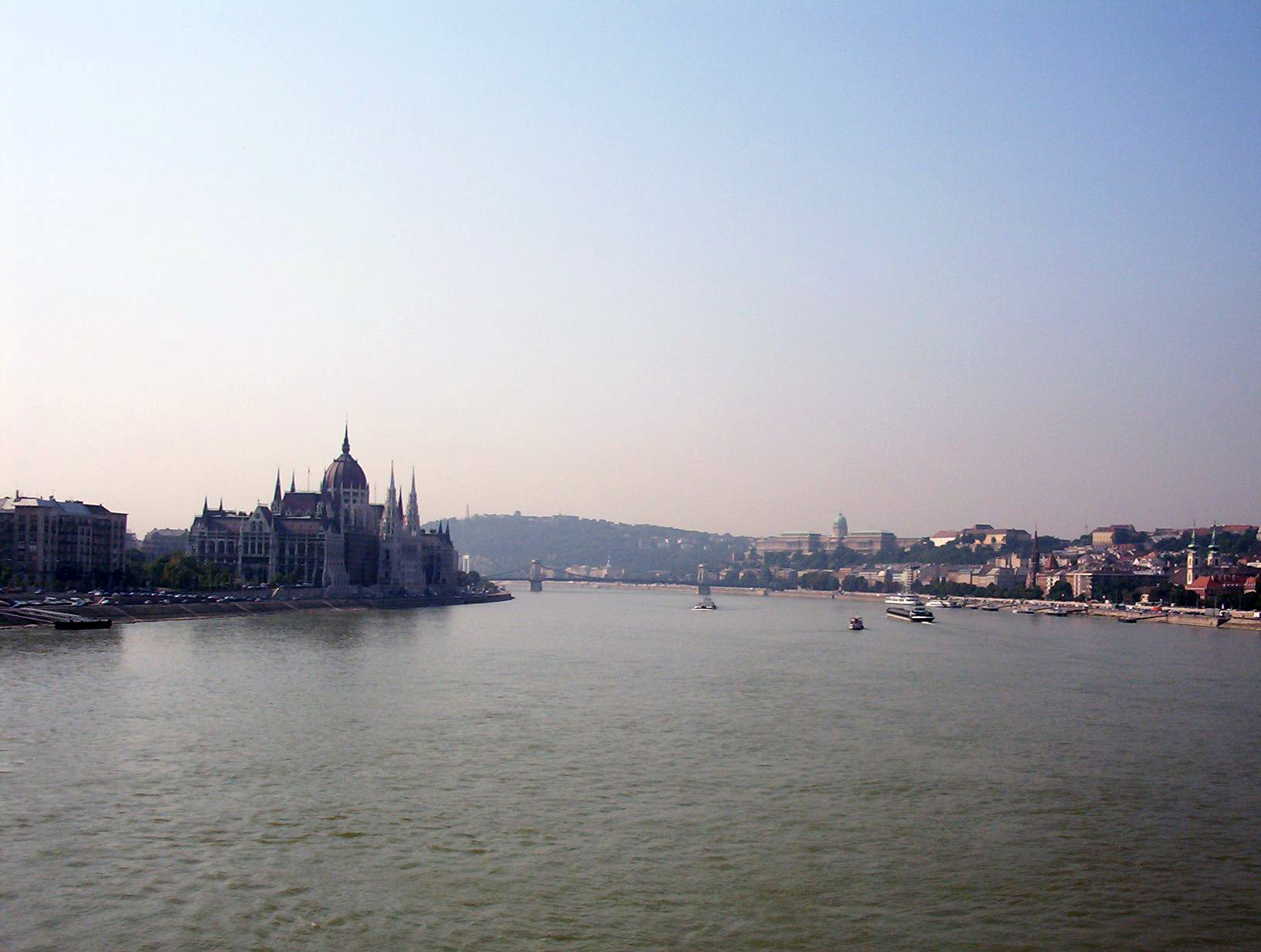
Donau vid Budapest.

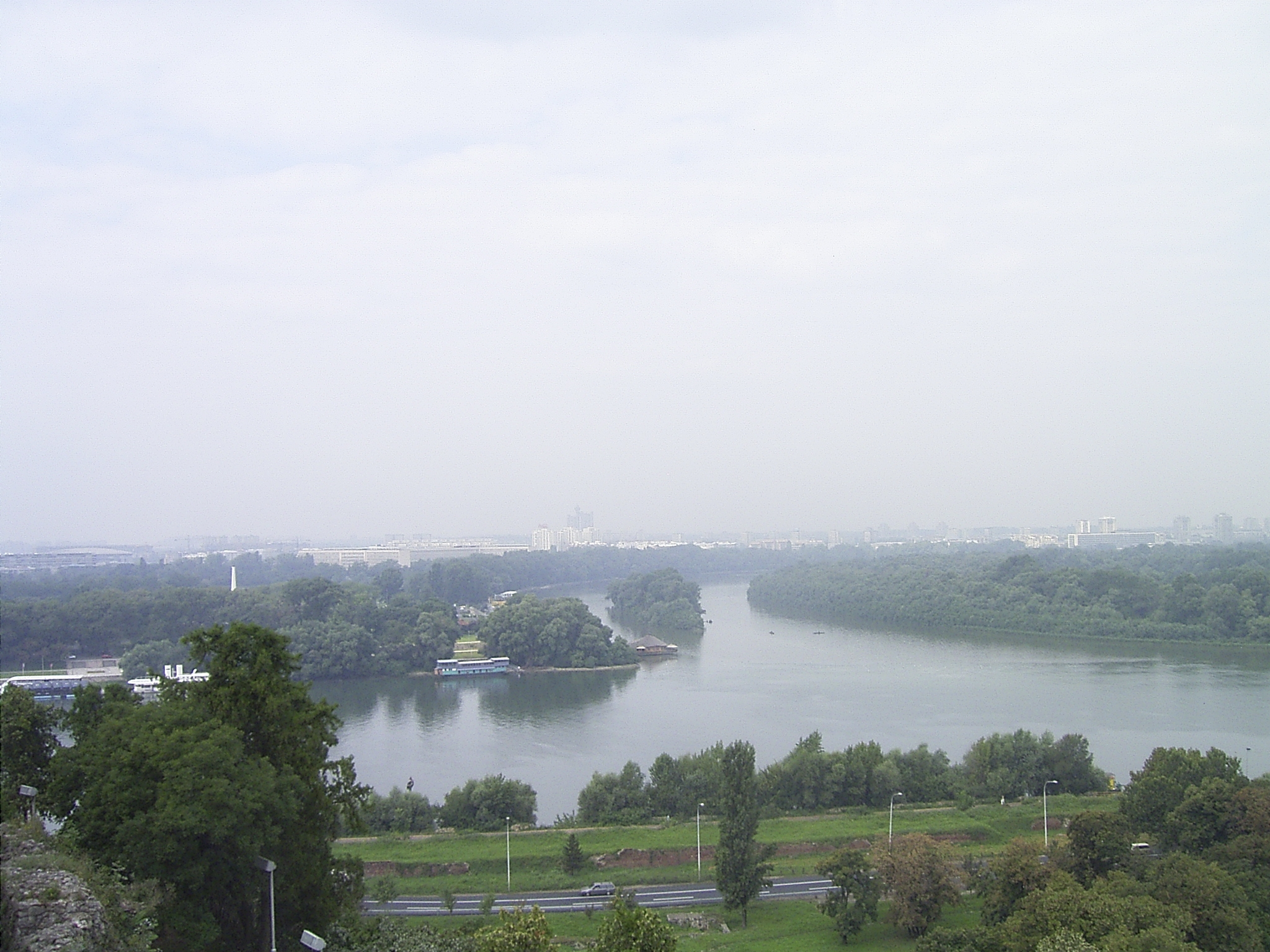
Sava flyter ihop med Donau i Belgrad.

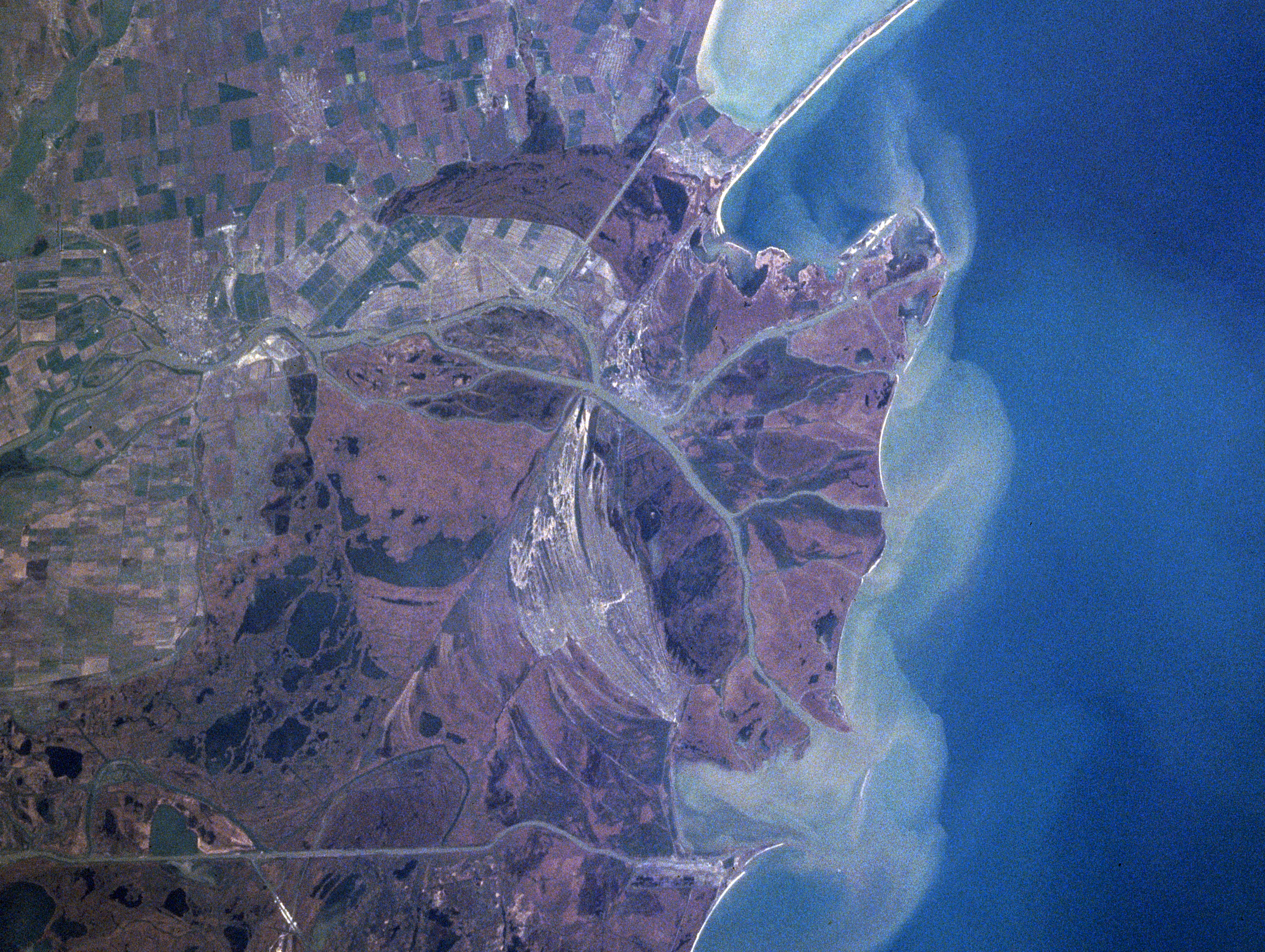
Satellitbild över Donaudeltats norra del.

Donau (på tyska Donau; på tjeckiska, slovakiska och ryska Dunaj eller Дунай; på ungerska Duna; på kroatiska Dunav, på bulgariska och serbiska Dunav eller Дунав; på rumänska Dunărea) är Europas näst längsta flod, efter Volga, med en längd på 2 860 kilometer. Donaus avrinningsområde är 817 000 kvadratkilometer stort.
Floden har sin källa i Schwarzwald i södra Tyskland, där de två mindre floderna Brigach och Breg möts. Floden passerar sedan på sin väg ner till Svarta havet huvudstäderna Wien, Bratislava, Budapest och Belgrad och rinner ut i Svarta havet genom Donaudeltat i Rumänien och Ukraina. Medelvattenföringen före deltat är 6 500 kubikmeter per sekund.
Donau har i århundraden varit en viktig internationell vattenväg och är så än idag. Historiskt var den en av Romerska riket långvariga gränser och floden flyter igenom eller utgör gräns i tio länder: Tyskland, Österrike, Slovakien, Ungern, Kroatien, Serbien, Bulgarien, Rumänien, Moldavien och Ukraina. Vidare inkluderar flodområdet ytterligare tio länder Polen, Schweiz, Tjeckien, Slovenien, Bosnien och Hercegovina, Montenegro, Nordmakedonien, Moldavien och Albanien.
Namnet Donau, som skiljer sig mellan olika språk men har samma ursprung, kommer från det protoindoeuropeiska ordet *dānu, som betyder flod eller ström. Än idag betyder don på ossetiska både "vatten" och "flod".

## Etymologi
Det rumänska namnet på Donau är Dunărea, det bulgariska, serbiska och kroatiska Dunav, det ungerska Duna och det slovakiska, ryska, polska och tjeckiska är Dunaj. Alla dessa namn härstammar från det latinska Danubius. Ändelsen au härstammar från det germanska ouwe (Aue = flod). Donau är i likhet med Dnepr, Dnestr, Donets och Don, troligen av iranskt eller keltiskt ursprung. Namnen kan även komma från de iranskspråkiga skyterna och sarmaterna, vilka är besläktade med de keltiska folken. Det korrekta språkliga ursprunget är dock svårt att fastslå, bland annat för att såväl de keltiska som de iranska är indoeuropeiska språk. Vidare är danu ordet för flod både på keltiska och forniranska (avestiska), och dessutom vandrade folk ur båda folkgrupperna till områden kring Don och Donau.
I den tyska namntraditionen uppstod Donau 1763. Tidigare kallades floden Tonach och senare även Donaw.
Det latinska namnet på Donaus nedre del är Hister och på grekiska Ister (Istros). Vanliga romerska byar längs nedre Donau bar tilläggsbeteckningen ad Istrum, exempelvis Nicopolis ad Istrum. Det grekiska namnet på Donau användes av Hesiodes som namn för Okeanos och Tethys son. Istros förde också tillbaka de keltiska orden ys (snabb) och ura (vatten, flod). En annan teori är att ys är detsamma som höjd och djup och står därmed för det vertikala. I de tidigare keltiska bosättningsområdena härstammar en rad namn på floder från detta ord:
- Jizera (Tjeckien)
- Isère (Frankrike)
- Isel (Österrike)
- Ĳssel (Nederländerna)
- Isarco (Italien)
- Isar (Tyskland)
- Yser (nederländska IJzer) (Belgien)

Hans Bahlow, författaren av "Deutschlands geographische Namenswelt", har en teori om att namnet kommer från es, as eller os (sumpvatten). Det framgår också av att Isère i Frankrike tidigare var en flod i myrområden, så även Isar vid München. Ytterligare en teori bygger på ett förutsatt indoeuropeiskt ursprung till es eller is, och av detta kommer en generisk beteckning för "(flytande) vatten".

## Geografi

### Donaubäckenet
Floden Donaus hela avrinningsområde har en yta om cirka 800 000 km2, vilket gör det till Europas näst största flodbäcken efter Volgabäckenet. Flodbäckenet sträcker sig över 19 länder och det bor 83 miljoner människor inom bäckenet. På två ställen tvingas Donau passera tektoniskt upphöjda bergsområden, till skillnad från slättlanden som normalt karaktäriserar en mogen flod. Den ena utgörs av Devinporten, mellan Västkarpaterna och Alperna, på gränsen mellan Slovakien och Österrike, strax norr om Bratislava. Den andra är Järnporten, mellan Sydkarpaterna och Balkanbergen, på gränsen mellan Serbien och Rumänien. Dessa två trösklar ger en naturlig uppdelning av Donaubäckenet i tre huvudbäcken:
- Övre bäckenet, från Donaus källflöden till Devinporten.
- Mellersta bäckenet, mellan Devinporten och Järnporten. Denna del benämns normalt Pannoniska bäckenet, Karpaterbäckenet, eller ospecificerat Donaubäckenet.
- Nedre bäckenet, nedströms från Järnporten, inklusive Donaudeltat.

### Städer, länder och bifloder
Donaus bifloder berör tio länder. Vissa av bifloderna är i sig själva viktiga floder, som är navigerbara av flodbåtar. Bifloderna listas nedan – från Donaus källa till dess mynning. Tabellen är även en grafisk presentation av vilka länder Donau flyter genom och vilka större städer som ligger längs med floden.
| Flod- avsnitt              | Höger- bifloder      | Länder Större städer                                                                | Länder Större städer                                                                | Vänster- bifloder   |
| -------------------------- | -------------------- | ----------------------------------------------------------------------------------- | ----------------------------------------------------------------------------------- | ------------------- |
| 1.                         | Iller Lech Isar      | Tyskland (källa: Schwarzwald) Ulm Ingolstadt Regensburg Straubing Deggendorf Passau | Tyskland (källa: Schwarzwald) Ulm Ingolstadt Regensburg Straubing Deggendorf Passau | Altmühl Naab Regen  |
| 2.                         | Inn                  | Österrike                                                                           | Tyskland                                                                            |                     |
| 3.                         | Enns                 | Österrike Linz Mauthausen Enns Grein Melk Dürnstein Krems Tulln Wien                | Österrike Linz Mauthausen Enns Grein Melk Dürnstein Krems Tulln Wien                |                     |
| 4.                         |                      | Österrike                                                                           | Slovakien                                                                           | Morava              |
| 5.                         |                      | Slovakien Bratislava                                                                | Slovakien Bratislava                                                                |                     |
| 6.                         | Leitha               | Ungern Esztergom                                                                    | Slovakien                                                                           | Váh Hron Ipeľ       |
| 7.                         | Sió                  | Ungern Visegrád Szentendre Budapest Dunaújváros Baja Mohács                         | Ungern Visegrád Szentendre Budapest Dunaújváros Baja Mohács                         |                     |
| 8.                         | Drava Vuka           | Kroatien Vukovar Ilok                                                               | Serbien Bezdan Sombor Backa Palanka                                                 |                     |
| 9.                         | Sava Velika Morava   | Serbien Novi Sad Belgrad Pancevo Smederevo                                          | Serbien Novi Sad Belgrad Pancevo Smederevo                                          | Tisza Tamiš Caraș   |
| 10.                        |                      | Serbien Kladovo                                                                     | Rumänien Moldova veche Orșova Drobeta-Turnu Severin Giurgiu                         | Jiu Olt Vedea Argeș |
| 11.                        | Iskar                | Bulgarien Vidin Svisjtov Bulgarien Ruse Silistra                                    | Rumänien Moldova veche Orșova Drobeta-Turnu Severin Giurgiu                         |                     |
| 12.                        |                      | Rumänien Călărași Cernavodă Brăila Galați                                           | Rumänien Călărași Cernavodă Brăila Galați                                           | Ialomița Siret      |
| 13.                        |                      | Rumänien Tulcea                                                                     | Moldavien Giurgiulești                                                              | Prut                |
| 14.                        | Ukraina Reni Izmajil | Rumänien Tulcea                                                                     |                                                                                     |                     |
| Svarta havet (Donaudeltat) |                      |                                                                                     |                                                                                     |                     |

## Natur
Flodens biologiska mångfald är särskilt hög. Huvuddelen av dalgången var under senaste istiden inte täckt av is vad som gjorde den till ett skyddsområde för flera växt- och djurarter.
I bäckenet som bildas av Donau registrerades 115 inhemska fiskarter (studie från 2007). Den enda arten som förekommer över hela flodens längd är löja (Alburnus alburnus). Andra typiska fiskar är donaulax (Hucho hucho), streber (Zingel streber), nissögonfiskar av släktet Sabanejewia, Coregonus austriacus eller Gobio carpathicus. Några arter är begränsade till bifloder eller till ofullständiga korvsjöar. Till dessa räknas rumänsk simpabborre (Romanichthys valsanicola), Scardinius racovitzai, Cottus transsilvaniae och Knipowitschia cameliae. Under 1900-talet introducerades cirka 30 olika fiskarter i Donaubäckenet. Dessutom ökade antalet fiskarter efter öppningen av Rhen-Main-Donau-kanalen.

## Användning och mänsklig historia
Området kring Donau har man hittat rester från bland annat neolitiska kulturer från 3000 år f.Kr., Vučedolkulturen är känd för sin keramik. Senare finns många tecken av Vinčakulturen längs Donau. Floden var en del av Romerska rikets Limes Germanicus.

### Dricksvatten
Donau är en källa för dricksvatten för minst tio miljoner (enligt vissa källor uppemot tjugo miljoner) människor. I Baden-Württemberg kommer nästan 30 procent (enligt 2004 års siffror) av vattnet i området mellan Stuttgart, Bad Mergentheim, Aalen och Alb-Donau från Donau. Andra städer, som Ulm och Passau, använder också vatten från Donau.
I Österrike och Ungern tas vatten främst från marken och källor, och vatten från Donau används bara i undantagsfall. De flesta länder tycker också att det är för svårt att rena vattnet från föroreningar. Bara i vissa delar av Rumänien är vattnet rent nog att användas som dricksvatten.

### Transport

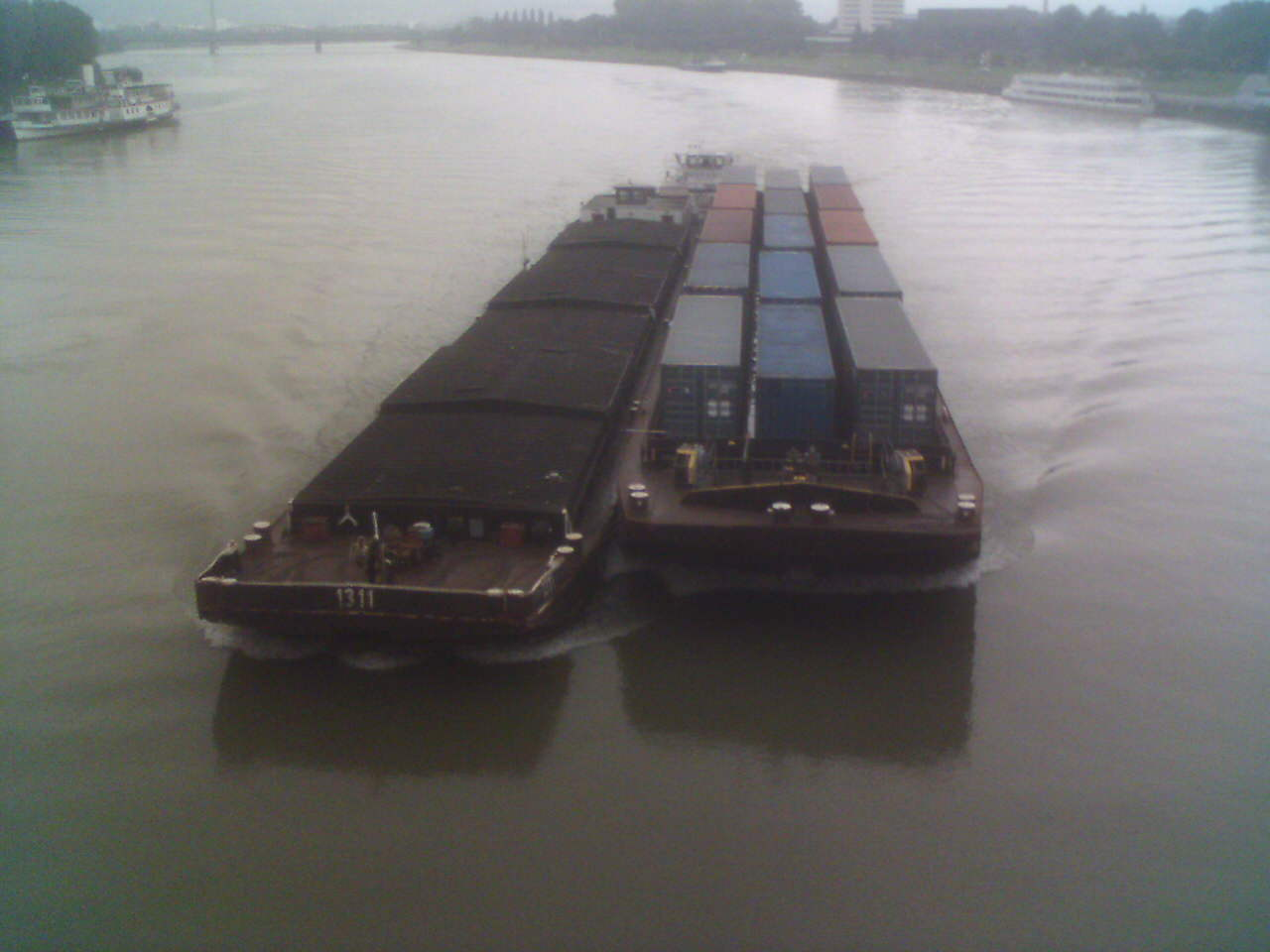
Containerskepp vid Linz.

Donau är en viktig transportled i EU, då den kopplar Svarta havet med industriella centrum i Västeuropa och hamnen i Rotterdam. Vattenleden är byggd för stora inlandsfartyg. Donau har gjorts till kanal i vissa delar av Tyskland (fem slussar) och Österrike (tio slussar). Förslag att bygga ut antalet slussar har emotsagts av miljöskäl.
Nedanför slussarna i Wien begränsades kanaliseringen av Donau till Gabčíkovo - Nagymaros-dammarna, slussar nära Bratislava och de två slussarna vid sänkan Järnporten vid gränsen mellan Serbien och Rumänien. Nedströms från Järnporten flyter floden fri hela vägen ner till Svarta havet, en sträcka på över 860 kilometer.
Donau kopplas ihop med Rhen-Main-Donau-kanalen i Kelheim, och med Wiener Donau-kanalen i Wien. De enda större floder som kopplas till Donau är Drava, Sava och Tisza. I Serbien kopplas även ett kanalnätverk ihop med floden.

#### Modern navigering

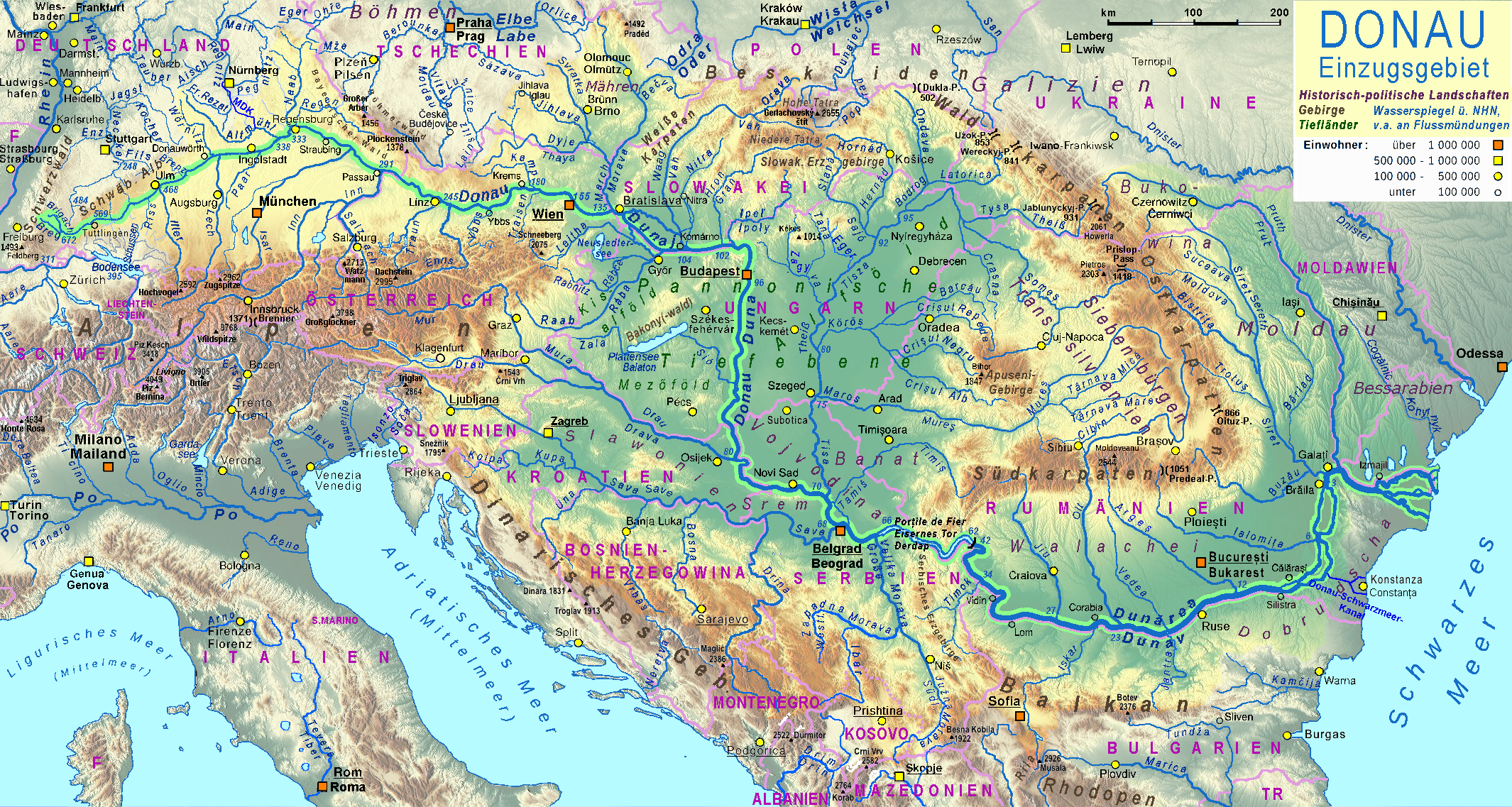
Karta över Donaus sträckning, inklusive vissa bifloder.

Havsskepp från Svarta havet kan ta sig så långt som till Brăila i Rumänien, och flodskepp kan ta sig till Kelheim, mindre fartyg kan ta sig ända till Ulm. Omkring 60 av Donaus bifloder är också navigeringsbara.
Sedan Rhen-Main-Donau-kanalen byggdes 1992, har floden varit en del av en vattenväg som leder genom hela Europa från Rotterdam vid Nordsjön till Sulina vid Svarta havet, en sträcka på totalt 2000 kilometer. 1994 blev Donau en av de tio paneuropeiska transportvägarna, vilket innebär att den av FN och EU anses vara en av vägarna genom centrala och östra Europa som behöver stora investeringar under de närmsta tio till femton åren. Mängden gods som fraktades genom Donau ökade med ungefär 100 miljoner ton år 1987. 1999 gjordes transport genom Donau svårare efter att NATO bombat tre broar i Serbien. Rensningen av spillror var slutförd 2002. Den tillfälliga pontonbron som hindrade framkomst togs bort 2005.
Vid Järnporten flyter Donau genom en kanjon som utgör gränsen mellan Serbien och Rumänien, den innehåller två vattenkraftsdammar.
Det finns tre artificiella vattenvägar längs med Donau: Donau-Tisa-Donau-kanalen i regionerna Banatet och Bačka (Vojvodina, nordlig provins i Serbien); den 64 kilometer långa Donau-Svarta havet-kanalen, mellan Cernavodă och Constanța (Rumänien), som slutfördes 1984, kortar sträckan till Svarta havet med 400 kilometer; samt Rhen-Main-Donau-kanalen, som länkar Nordsjön till Svarta havet.

### Fiske
Under medeltiden användes Donau mycket till fiske, men denna betydelse har minskat på senare tid. Vid vissa delar av floden finns dock fortfarande fiskare, och vid Donaudeltat finns fortfarande en fiskeindustri.

## Donau i kulturen
Det mest kända musikstycket med anknytning till Donau är förmodligen valsen "An der schönen blauen Donau" från 1867 av Johann Strauss d.y. Den lär ha komponerats av Strauss medan han färdades längs Donau. Den framförs ofta som rent orkesterstycke för symfoniorkester, men kan även sjungas med text.
En annan känd vals om Donau är "Valurile Dunării" av den rumänska kompositören Ion Ivanovici. Stycket tog publiken med storm när det framfördes vid världsutställningen i Paris 1889.
Den tyska landskapsmålningstraditionen Donauskolan utvecklades i Donaudalen under 1500-talet.
Den mest kända boken som handlar om Donau är förmodligen Claudio Magris Donau (ISBN 1-86046-823-3).